# Mortorio
Mortorio (en italien Isola di Mortorio) est une île d'Italie en mer Tyrrhénienne au nord-est de la Sardaigne, une des îles de l'archipel de La Maddalena.

## Géographie
Ile granitique, sa côte est très accidentée. Elle s'étend sur environ 1,4 km de longueur pour une longueur maximale de 1,1 km et fait partie du Parc national de l'archipel de La Maddalena.